# Evan Maxwell
Evan Kendal Maxwell (Scranton, 12 maggio 1995) è un cestista statunitense.